# Hyphalosaurus
Hyphalosaurus (que significa "lagarto sumergido") es un género de reptiles acuáticos de agua dulce que representan una parte importante de la Biota de Jehol. Vivieron durante el Aptiense (Cretácico temprano), hace cerca de 122 millones de años. El género comprende dos especies, H. lingyuanensis y H. baitaigouensis, ambas de la Formación Yixian de la provincia de Liaoning, China. Se encuentran entre los animales más conocidos de la Biota de Jehol, con miles de especímenes fósiles que representan todas las etapas de crecimiento en colecciones científicas y privadas.

## Descripción y biología

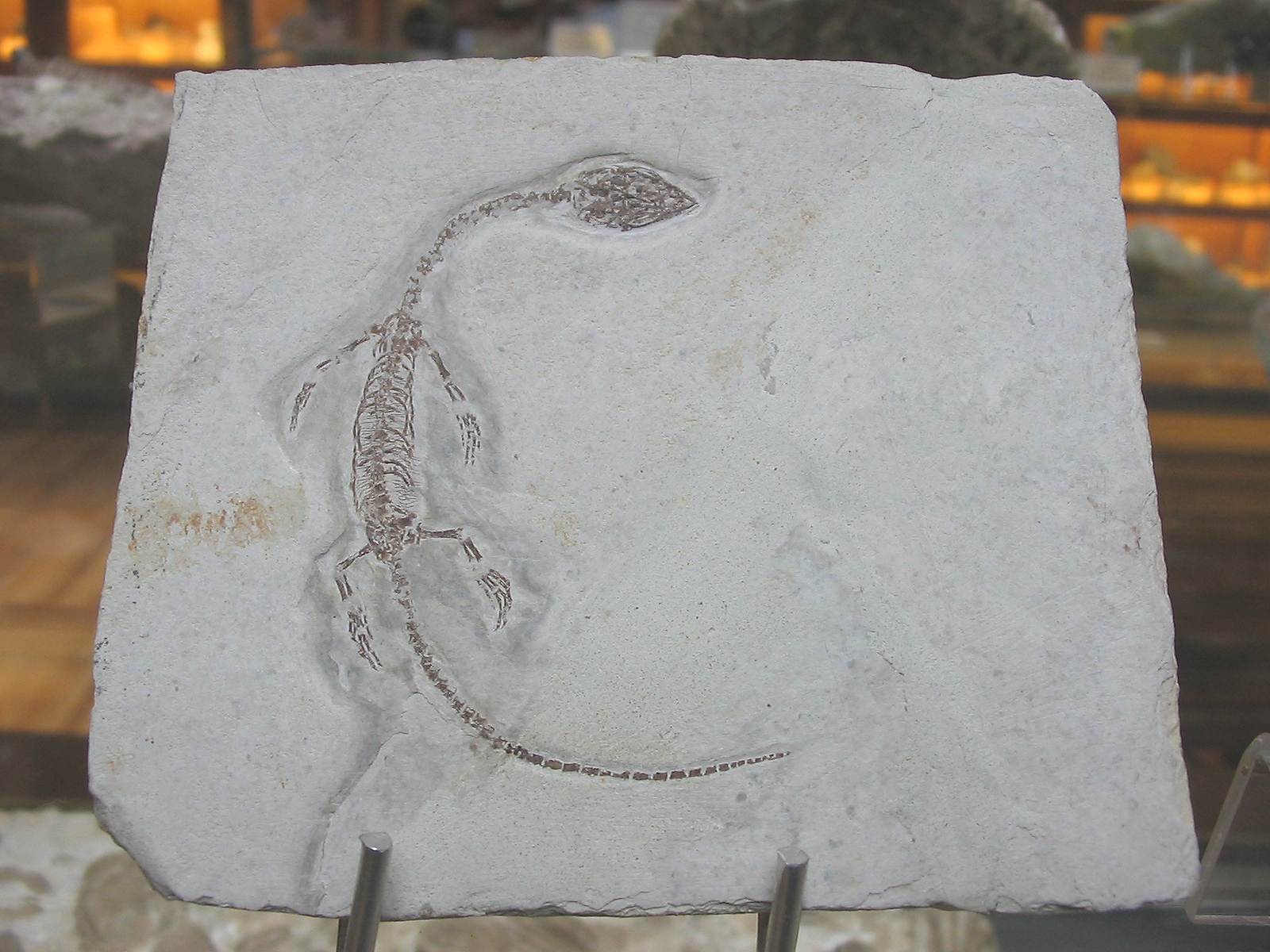
Fosil de Hyphalosaurus lingyuanensis.

Los fósiles de Hyphalosaurus están relativamente extendidos en las capas de Jehol, que representan una serie de lagos de agua dulce. Se conocen varios especímenes de H. lingyuanensis y miles de especímenes de H. baitaigouensis de la Formación Yixian, que incluyen series de crecimiento enteras desde embriones en huevos hasta adultos completamente desarrollados. H. baitaigouensis se en contró inicialmente en estratos de la Formación Jiufotang, más reciente, aunque el estudio posterior mostró que las capas fosilíferas en las que se encontró también podrían pertenecer a la Formación Yixian, aunque de rocas más modernas y una región diferente a la de H. lingyuanensis. H. lingyuanensis y H. baitaigouensis fueron en gran medida similares en anatomía, ambas especies alcanzaron un tamaño corporal adulto máximo de aproximadamente 0.8 metros. Tenían cabezas pequeñas con numerosos dientes en forma de aguja, y colas extremadamente largas, con más de 55 vértebras. La principal diferencia entre las dos especies es el número de vértebras en el cuello. H. lingyuanensis tenía 19 vértebras del cuello, mientras que H. baitaigouensis tenía 26.

### Piel
Se han descrito dos especímenes de Hyphalosaurus con impresiones claras de la piel. Un espécimen representa H. lingyuanensis, y el otro (con impresiones más claras) no puede asignarse a una especie porque parte del cuello (cuya longitud es un indicador clave de especie) se destruyó cuando los distribuidores fósiles injertaron un cráneo de un espécimen diferente en la losa. Sin embargo, ambos especímenes muestran patrones de escamas casi idénticos.
El Hyphalosaurus estaba cubierto principalmente en escamas poligonales pequeñas, de patrones irregulares, aunque variaban en todo el cuerpo. Las escamas de las patas traseras eran más pequeñas, más finas y más irregulares que las del torso, mientras que las escamas de la cola eran casi cuadradas y estaban dispuestas en hileras más regulares. Además de las escamas pequeñas, dos filas de escudos grandes y redondos con quillas poco profundas corrían a lo largo de los lados de los animales. Una fila corría directamente a lo largo del flanco, con la otra ligeramente más alta o más baja y compuesta de escudetes de solo 1/4 del tamaño de las escuadras del flanco. La fila del flanco de escudos más grandes se extendía hasta la base de la cola, y permanecía uniforme en tamaño en toda la fila.
La cola misma ha conservado el tejido blando que se extiende mucho más allá de los márgenes del esqueleto. Esto, combinado con el aspecto ya aplanado de las vértebras de la cola, sugiere que una cresta de la piel puede haberse extendido desde la parte superior e inferior de la cola creando una pequeña aleta. Las patas y las manos también parecen haber sido palmeados.

### Reproducción
Numerosos especímenes embrionarios y / o recién nacidos de Hyphalosaurus han sido recuperados de la Formación Yixian, que data de hace 122 millones de años. En 2007, se encontró un espécimen con dos cabezas, el caso más antiguo conocido de policefalia.
En el ejemplar holotipo de H. baitaigouensis, se conservan varios huevos que contenían embriones en el interior y alrededor del cuerpo. Estos huevos parecían carecer de caparazones mineralizados, lo que Ji y sus colegas interpretaron luego como evidencia de que Hyphalosaurus dio a luz a crías vivas y que las cáscaras de huevo nunca se desarrollaron completamente dentro del cuerpo de la madre. Sin embargo, en 2006, Ji y sus colegas reexaminaron el espécimen de holotipo y notaron conchas claramente definidas, aunque delgadas y curtidas. Sin embargo, acordaron que estos huevos debieron haberse desarrollado dentro de la madre, lo que más tarde habría dado nacimiento (un método reproductivo a veces llamado ovoviviparidad), pero probablemente fueron expulsados del cuerpo cuando la madre murió.  Hou y colegas (2010) también describieron varios huevos con conchas flexibles, que contienen embriones de H. baitaigouensis. Estas conchas eran suaves, y más similares a los huevos de los lagartos que a los de los cocodrilos, pero poseían una fina capa mineralizada.
Otro espécimen fósil de H. baitaigouensis, descrito por Ji y sus colegas en 2010, parecía estar embarazada y contenía 18 embriones completamente desarrollados dispuestos en pares. Uno de los embriones posteriores se colocó en posición invertida, con la cabeza hacia delante, una complicación que pudo haber matado a la madre. Esto confirmó que Hyphalosaurus y otros coristoderos eran vivíparos, los únicos reptiles de agua dulce mesozoicos conocidos que daban a luz a crías vivas.

## Ecología

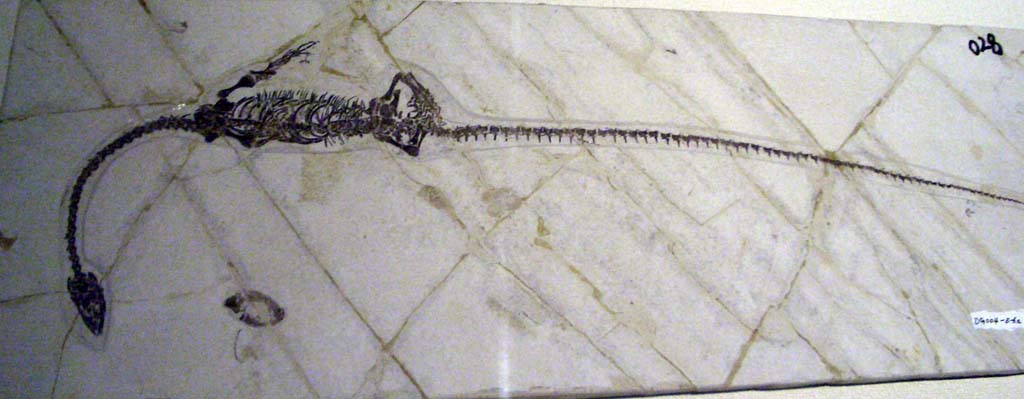
Espécimen fósil de H. baitaigouensis

Ambas especies de Hyphalosaurus eran acuáticas, un estilo de vida que se refleja en sus largos cuellos y colas y extremidades relativamente pequeñas. Superficialmente, se parecían a plesiosaurios en miniatura, aunque este parecido surgió de manera convergente y no refleja una relación cercana. Hyphalosaurus fue uno de los coristoderos más adaptados acuáticamente, con escamas más lisas y más planas que sus parientes, una cola alta y aplanada para nadar, un cuello largo y pies palmeados. Debido a que el torso era bastante inflexible y las extremidades no estaban particularmente adaptadas para la vida acuática, Hyphalosaurus probablemente nadó usando principalmente su cola alta y aplanada. El tórax tenía forma de barril y estaba formado por costillas gruesas y pesadas que habrían ayudado a Hyphalosaurus a permanecer sumergido.
Hyphalosaurus parece haber habitado exclusivamente lagos de aguas profundas. Todos los especímenes se conservan en un cieno característico de la parte más profunda del entorno del lago, y a menudo se conservan junto a peces y crustáceos de aguas profundas. Hyphalosaurus también brilla por su ausencia en los sedimentos acuáticos de la Formación Jiufotang, que conserva un ecosistema más pantanoso y de aguas poco profundas.
Hyphalosaurus es el tetrápodo más abundante (vertebrado de cuatro extremidades) en la Formación Yixian, y probablemente jugó un papel importante en la cadena alimentaria acuática. Su cuello largo y altamente flexible y su cráneo pequeño y aplanado indican que capturó pequeños animales de presa como peces o artrópodos utilizando un ataque lateral, similar a los depredadores acuáticos modernos con cráneos aplastados. A diferencia de otros coristoderos, Hyphalosaurus probablemente era un depredador activo, en lugar de uno que usaba una estrategia de emboscada «siéntate y espera». Sus fósiles a menudo se encuentran preservados junto con el pequeño pez Lycoptera, que puede haber sido un objeto de presa, y al menos un espécimen conservaba costillas de pescado como contenido estomacal. Sin embargo, la falta de contenido estomacal conservado entre los miles de especímenes conocidos puede indicar que comieron principalmente presas de cuerpo blando.

## Clasificación y especies
Las dos contrapartes de la impresión fósil del espécimen holotipo de H. lingyuanensis se entregaron a diferentes grupos de investigadores en Beijing, uno del Instituto de Paleontología de Vertebrados y Paleoantropología y el otro del Museo de Historia Natural de Beijing. Cada equipo describió el taxón y publicó sus resultados de forma independiente en enero de 1999, dando al animal dos nombres diferentes: Hyphalosaurus lingyuanensis y Sinohydrosaurus lingyuanensis. Rápidamente se reconoció que Sinohydrosaurus e Hyphalosaurus eran imágenes especulares entre sí y de hecho representaban diferentes mitades del mismo espécimen. El ICZN, que rige el nombramiento de los animales, exige que el nombre más antiguo sea el válido. Sin embargo, en junio de 2001 los paleontólogos Joshua Smith y Jerry Harris señalaron que, dado que ambos se publicaron casi exactamente al mismo tiempo, un tercero debía seleccionar qué nombre serviría mejor como el sinónimo principal objetivo. Smith y Harris aprovecharon la oportunidad para hacerlo, seleccionando Hyphalosaurus como el sinónimo principal porque el manuscrito para su descripción aparentemente había sido enviado (aunque no publicado) anteriormente. Por lo tanto, hicieron de Sinohydrosaurus un sinónimo más moderno de Hyphalosaurus.
Hyphalosaurus está relacionado con el gran Champsosaurus tipo cocodrilo y el Monjurosuchus más pequeño, parecido a un lagarto. Su pariente más cercano fue la especie similarmente construida, Shokawa ikoi, del Cretácico Inferior de Japón. Los coristoderos eran un clado de reptiles acuáticos que sobrevivieron a la extinción del Cretácico final junto con cocodrilos, tortugas, lagartos y serpientes. Los coristoderos se extinguieron en el Mioceno.